# Минилуна
Минилуна, малка луна, малък естествен спътник или малък спътник е особено малък естествен спътник, обикалящ около планета, планета джудже или друга малка планета.
До 1995 г. минилуните са само хипотетични компоненти в Еф-пръстена на Сатурн, но през тази година Земята преминала през равнината на пръстените на Сатурн. Космическият телескоп „Хъбъл“ и Европейската южна обсерватория заснели обекти, обикалящи близо до Еф-пръстена. През 2004 г. „Касини“ улавя обект с диаметър 4 – 5 километра във външната част на Еф-пръстена и 5 часа по-късно на вътрешните части на Еф-пръстена, което показало, че обектът е обикалял Сатурн.
Има няколко вида малки луни, които са наричани минилуни:
- Пояс от обекти, вградени в планетарен пръстен, особено около Сатурн, като тези в пръстена A, луната S/2009 S 1 в пръстена B („пропелерни“ луни)[4][5] и тези в пръстена Еф[6]
- Астероидни спътници като тези на 87 Силвия[7]
- Проблясъци на светлина, наблюдавани близо до луната на Юпитер Амалтея, които вероятно са отломки, изхвърлени от нейната повърхност[8]
- Субсателити[9]